# Gibbomesosella laosica
Gibbomesosella laosica är en skalbaggsart som beskrevs av Stefan von Breuning 1969. Gibbomesosella laosica ingår i släktet Gibbomesosella och familjen långhorningar.
Artens utbredningsområde är Laos. Inga underarter finns listade i Catalogue of Life.